# Scutiger muliensis
Espèce
Statut de conservation UICN

 EN B1ab(iii)+2ab(iii) : En danger
Scutiger muliensis est une espèce d'amphibiens de la famille des Megophryidae.

## Répartition
Cette espèce est endémique du Sud-Ouest de la province du Sichuan en République populaire de Chine. Elle se rencontre entre 3 050 et 3 400 m d'altitude dans le xian de Muli.

## Étymologie
Son nom d'espèce, composé de muli et du suffixe latin -ensis, « qui vit dans, qui habite », lui a été donné en référence au lieu de sa découverte, le xian de Muli.

## Publication originale
- Fei & Ye, 1986 : A new species of the genus Scutiger from Hengduan Mountains (Amphibia: Pelobatidae). Acta Zoologica Sinica, Beijing, vol. 32, no 1, p. 62-67.